# 허천선
허천선(虛川線)은 단천시의 단천청년역과 허천군의 홍군역을 연결하는, 조선민주주의인민공화국의 철도 노선이다. 처음에는 이 노선이 단천군과 풍산군을 잇는다고 하여 단풍선(端豊線)으로 불리다가, 허천군이 신설되어 명칭이 변경되었다. 1939년 8월 26일에 전구간이 단풍철도주식회사에 의하여 사설철도로서 개통되었다.

## 노선 정보
- 구간과 거리 : 단천청년역~홍군역 80.3km
- 역 수 : 12개(양단역 포함)
- 궤도 간격 : 1435mm(표준궤)
- 전철화 구간 : 단천청년역~허천역(직류 3000V)
- 복선 구간 : 없음
- 폐역 정보

- 포치리역(浦淄里驛) : 단천청년역 기점 71.3km 지점에 존재하였음.